# Parafia św. Marii Magdaleny w Dziećmorowicach
Parafia Świętej Marii Magdaleny w Dziećmorowicach – parafia rzymskokatolicka znajdująca się w Dziećmorowicach w kraju morawsko-śląskim w Czechach. Należy do dekanatu Karwina diecezji ostrawsko-opawskiej.
Proboszczem jest ks. Marcel Puvák.

## Historia
Parafia powstała w XIV lub w pierwszej połowie XV wieku. Została wymieniona w spisie świętopietrza, sporządzonym przez archidiakona opolskiego Mikołaja Wolffa w 1447, pośród innych parafii archiprezbiteratu (dekanatu) w Cieszynie pod nazwą Ditmari villa. Na podstawie wysokości opłaty w owym sprawozdaniu liczbę ówczesnych parafian (we wszystkich podległych wioskach) oszacowano na 105. Po okresie Reformacji parafia straciła samodzielność.
Po wojnach śląskich i oddzieleniu granicą od diecezjalnego Wrocławia, będącego w odtąd w Królestwie Prus, do zarządzania pozostałymi w monarchii Habsburgów parafiami powołano w 1770 Wikariat generalny austriackiej części diecezji wrocławskiej. Filia w Dziećmorowicach usamodzielniła się od polskojęzycznej parafii w Lutynii Niemieckiej w 1863, kiedy to do miejscowości przybył czeski ksiądz Filip Quitta, urodzony w Lipníku nad Bečvou, który przyczynił się do wzniesienia w latach 1869-1870 w miejscowości nowego kościoła w stylu neoromańskim, siedziby nowej samodzielnej parafii, na której czele ks. Quitta stał do 1889 roku, kiedy to przeniósł się do Karwiny. Kościół stał się ośrodkiem czeskości w otoczeniu polskojęzycznych gmin, a język czeski podała większość mieszkańców gminy (z Kąkolną) w latach 1880, 1890 i 1910, jedynie w 1900 większość podała język polski. Księdzem był wówczas Polak z Frysztatu Jan Skulica, o którego usunięcie poprosiła Rada Gmina w 1908 roku.
Po I wojnie światowej Dziećmorowice znalazły się w granicach Czechosłowacji, wciąż jednak podległe były diecezji wrocławskiej, pod zarządem specjalnie do tego powołanej instytucji zwanej: Knížebiskupský komisariát niský a těšínský. Kiedy Polska dokonała aneksji tzw. Zaolzia w październiku 1938 parafię jako jedną z 29 włączono do diecezji katowickiej, a 1 stycznia 1940 z powrotem do diecezji wrocławskiej. W 1947 obszar ten wyjęto ostatecznie spod władzy biskupów wrocławskich i utworzono Apostolską Administraturę w Czeskim Cieszynie, podległą Watykanowi. W 1978 obszar Administratury podporządkowany został archidiecezji ołomunieckiej. W 1996 wydzielono z archidiecezji ołomunieckiej nową diecezję ostrawsko-opawską.